# Strade Bianche 2020
La Strade Bianche 2020, quattordicesima edizione della corsa e valida come sesta prova dell'UCI World Tour 2020, si svolse il 1º agosto 2020 su un percorso totale di 184 km, con partenza e arrivo a Siena, in Italia. La vittoria fu appannaggio del belga Wout Van Aert, che completò il percorso in 4h58'56", precedendo l'italiano Davide Formolo ed il tedesco Maximilian Schachmann.
Sul traguardo di Siena 42 ciclisti, su 166 partiti dalla medesima località, hanno portato a termine la competizione.
Questa manifestazione ciclistica ha segnato il ritorno delle competizioni UCI World Tour in Europa, dopo un'interruzione di quasi cinque mesi (l'ultimo evento disputato fu la Parigi-Nizza, terminata il 14 marzo) a causa della Pandemia di COVID-19.

## Percorso
La gara prende il via da Siena dal piazzale della Libertà di fronte alla Fortezza Medicea e si conclude come da tradizione in Piazza del Campo, per una distanza complessiva di 184 km. Il percorso è la perfetta copia di quello proposto l'anno precedente. Sono circa 63 i chilometri di strade sterrate da affrontare suddivisi in undici settori. La corsa è caratterizzata, oltre che dallo sterrato, da un tracciato molto ondulato e accidentato caratterizzato da numerose curve e da una prima impegnativa ascesa con pendenze vicine al 10% all'interno del secondo tratto di sterrato. Poco dopo una impegnativa salita, su strada asfaltata, porta a Montalcino, 4 km con pendenza del 5%. L'ultimo tratto in sterrato, quello delle Tolfe, si conclude a 12 km dall'arrivo. Tuttavia la corsa prevede ancora una difficoltà altimetrica, quasi sempre decisiva nel laureare il vincitore. A 2 km dal traguardo finale inizia la salita di Porta di Fontebranda con pendenza al 9%-10% con pendenza massima in via di Santa Caterina (16%) a 500 metri dallo striscione d'arrivo finale di Piazza del Campo.
Settori di strade bianche
| Settore Numero | Nome                                          | Chilometri         | Lunghezza (km) |
| -------------- | --------------------------------------------- | ------------------ | -------------- |
| 1              | Vidritta                                      | dal 17,6 al 19,7   | 2,1            |
| 2              | Bagnaia                                       | dal 25 al 30,8     | 5,8            |
| 3              | Radi                                          | dal 36,9 al 41,3   | 4,4            |
| 4              | La Piana                                      | dal 47,6 al 53,1   | 5,5            |
| 5              | Lucignano d'Asso                              | dal 75,8 al 87,7   | 11,9           |
| 6              | Pieve a Salti                                 | dal 88,7 al 96,7   | 8,0            |
| 7              | San Martino in Grania                         | dal 111,7 al 121,2 | 9,5            |
| 8              | Monte Sante Marie (settore Fabian Cancellara) | dal 130 al 132,4   | 11,5           |
| 9              | Monteaperti                                   | dal 160 al 160,8   | 0,8            |
| 10             | Colle Pinzuto                                 | dal 164,6 al 167   | 2,4            |
| 11             | Le Tolfe                                      | dal 171 al 172,1   | 1,1            |

## Squadre e corridori partecipanti
| N.      | Cod. | Squadra                     |
| ------- | ---- | --------------------------- |
| 1-7     | DQT  | Deceuninck-Quick Step       |
| 12-17   | ALM  | AG2R La Mondiale            |
| 21-27   | AFC  | Alpecin-Fenix               |
| 31-37   | ANS  | Androni Giocattoli-Sidermec |
| 41-47   | AST  | Astana Pro Team             |
| 51-57   | BVC  | B&B Hotels-Vital Concept    |
| 61-67   | TBM  | Bahrain-McLaren             |
| 71-77   | BCF  | Bardiani-CSF-Faizanè        |
| 81-87   | BOH  | Bora-Hansgrohe              |
| 91-97   | CCC  | CCC Team                    |
| 101-107 | CWG  | Circus-Wanty Gobert         |
| 111-117 | EF1  | EF Pro Cycling              |

| N.      | Cod. | Squadra                |
| ------- | ---- | ---------------------- |
| 121-127 | GFC  | Groupama-FDJ           |
| 131-137 | ISN  | Israel Start-Up Nation |
| 141-147 | LTS  | Lotto Soudal           |
| 151-157 | MTS  | Mitchelton-Scott       |
| 161-167 | MOV  | Movistar Team          |
| 171-177 | NTT  | NTT Pro Cycling Team   |
| 181-187 | ARK  | Team Arkéa-Samsic      |
| 191-197 | INS  | Team Ineos             |
| 201-207 | TJV  | Team Jumbo-Visma       |
| 211-217 | SUN  | Team Sunweb            |
| 221-227 | TFS  | Trek-Segafredo         |
| 231-237 | UAD  | UAE Team Emirates      |

## Ordine d'arrivo (Top 10)
| Pos. | Corridore         | Squadra    | Tempo    |
| ---- | ----------------- | ---------- | -------- |
| 1    | Wout Van Aert     | Jumbo      | 4h58'56" |
| 2    | Davide Formolo    | UAE        | a 30"    |
| 3    | Max. Schachmann   | Bora       | a 32"    |
| 4    | Alberto Bettiol   | EF         | a 1'31"  |
| 5    | Jakob Fuglsang    | Astana     | a 2'55"  |
| 6    | Zdeněk Štybar     | Deceuninck | a 3'59"  |
| 7    | Brent Bookwalter  | Mitchelton | a 4'25"  |
| 8    | Greg Van Avermaet | CCC        | a 4'27"  |
| 9    | Michael Gogl      | NTT        | a 6'47"  |
| 10   | Diego Rosa        | Arkéa      | a 7'45"  |